# Лю Вэньфэй
Лю Вэньфэ́й (кит. трад. 劉文飛, упр. 刘文飞, пиньинь Liú Wénfēi; 27 ноября 1959, Луань, Аньхой, Китай) — китайский писатель, переводчик, литературовед, профессор Столичного педагогического университета, популяризатор русской литературы в Китае. Кавалер российского ордена Дружбы.

## Биография
Лю Вэньфэй родился в ноябре 1959 года в уезде Луань провинции Аньхой.
В 1974—1976 годах учился в средней школе в Хэфэе. В 1981 году окончил факультет иностранных языков Аньхойского педагогического университета со степенью бакалавра, а в 1984 году — Высшую школу Академии общественных наук КНР (АОН КНР) со степенью магистра в области литературы. Ещё не зная русского языка, случайно поступил на «русское направление», выбрав для своей дипломной работы перевод романа «Белый дождь» Ч. Т. Айтматова.
В 1984 году стал научным сотрудником Института иностранной литературы АОН КНР. В 1989—1990 годах учился в институте русского языка им. Пушкина, а в 1991—1992 годах — в учебном центре, организованном Академией и Калифорнийским университетом США. В 1994 году окончил факультет иностранной литературы Высшей школы АОН со степенью доктора литературы, в 1998—1999 годах учился в Московском лингвистическом университете, в 1999 году был преподавателем в Хэйлунцзянском университете. Также был профессором и приглашенным профессором более десяти университетов, в том числе Пекинского университета и Хэнаньского университета, а также членом редакционной коллегии журналов «Всемирная литература» и «Илин». С 2015 года начал работать в Столичном педагогическом университете,  занимал должность директора Пекинского центра славистики, а в настоящее время — заведующий отделением русской литературы Института зарубежной литературы Академии общественных наук КНР и президент Китайской ассоциации по исследованию русской литературы.
Начал публиковаться в 1982 году, является автором более 30 книг по истории русской литературы, а также около 100 статей и нескольких монографий. Внёс большой вклад в популяризацию русской литературы в Китае. Переводил Максима Горького, Андрея Белого, Н. С. Гумилёва, Б. Л. Пастернака, М. И. Цветаеву, О. Э. Мандельштама, Д. И. Хармса, А. И. Солженицына, Н. Р. Эрдмана, В. Т. Шаламова, М. М. Пришвина, И. А. Бродского, В. Г. Распутина, Виктора Ерофеева, В. О. Пелевина и многих других русских писателей, подготовил десятитомное собрание сочинений А. С. Пушкина. Также перевёл роман «Жизнь и судьба» Василия Гроссмана, выпустил пятитомное собрание сочинений И. Э. Бабеля. Считает, что несмотря на все последствия «культурной революции» с запретом на переводы и изучение всех произведений иностранной литературы, а также то, что литература в Китае является «оружием» коммунистической партии ввиду полного господства марксистского литературоведения, китайских переводчиков интересуют те же темы, что и российских, а изучение русской литературы все больше становится независимым, сосредоточиваясь на художественных и эстетических моментах творчества писателя. Вместе с тем пробовал себя в переводе с английского языка таких произведений, как «Характеристики китайцев» Артура Хендерсона Смита, «История русской литературы» Д. П. Святополк-Мирского, «О скорби и разуме» И. А. Бродского.

## Членство в общественных организациях
Член Союза китайских писателей, Союза китайских переводчиков, Китайской научно-исследовательской ассоциации российской литературы, Китайской ассоциации иностранной литературы, Китайского института Центральной Азии.

## Награды и премии
Общественные
- Премия фонда имени Д. С. Лихачёва (2012)[13][14].
- Премия «Читай Россию» (2014)[15][16].

Государственные
- Орден Дружбы (20 октября 2015, Россия) — за большой вклад в укрепление дружбы и сотрудничества с Российской Федерацией, развитие экономических связей, сохранение и популяризацию русского языка и культуры за рубежом[17]. Вручён президентом России В. В. Путиным в Кремле[18][19]. После вручения награды Лю Вэньфэй сказал: «Я люблю Россию, это не безусловная любовь ко всему в России, но я счастлив сказать, что на свете есть русская литература, этот культурный комплекс»[20].

## Личная жизнь
Жена — Чэнь Фан, есть сын.